# طراحی مشارکتی
طراحی مشارکتی روشی است برای اطمینان از نتیجه کار در عملیات طراحی به طوری که نیازهای تمامی ذینفعان را برطرف کند. در واقع طراحی مشارکتی روشی است که در آن بر فرایندها و روش‌های طراحی تمرکز شده‌است نه سبک طراحی آن. این روش می‌تواند در زمینه‌های مختلفی استفاده شود مانند طراحی نرم‌افزار، طراحی شهری، معماری، معماری منظر، طراحی محصول، پایایی، طراحی گرافیک، برنامه‌ریزی، و حتی پزشکی و به عنوان راهی برای ایجاد محیط‌هایی که پاسخگو تر و مناسب تر با توجه به فرهنگ، احساسات، معنویات و برطرف کردن نیازهای کاربرانشان هستند. طراحی مشارکتی یکی از روش‌های PlaceMaking تحقیقات اخیر نشان می‌دهد که طراحان وقتی که از روش‌های طراحی مشارکتی استفاده می‌کنند نسبت به طراحانی که از این روش استفاده نمی‌کنند خلاقیت بیشتری در طراحی آن‌ها دیده می‌شود.
طراحی مشارکتی در بسیاری از زمینه‌ها و مقیاس‌های مختلف مورد استفاده قرارمی گیرد. به عنوان مثال، این رویکرد دارای اهمیت سیاسی برای دموکراتیزه کردن مردم است. اما عده ای هم این روش را به عنوان از بین بردن مسئولیت طراحی و نوآوری توسط طراحان در نظر می‌گیرند.
در چندین کشور اسکاندیناوی، طی دهه ۱۹۶۰ و ۱۹۷۰، طراحی مشارکتی در کار با اتحادیه‌های کارگری استفاده؛ و همچنین از روشهای ساده‌تر و اولیه آن در تحقیقات علمی و طراحی اجتماعی و فنی استفاده می‌شد.